# Swertia cincta
Swertia cincta là một loài thực vật có hoa trong họ Long đởm. Loài này được Burkill miêu tả khoa học đầu tiên năm 1906.